# Gudas
Gudas – miejscowość i gmina we Francji, w regionie Oksytania, w departamencie Ariège.
Według danych na rok 1990 gminę zamieszkiwało 86 osób, a gęstość zaludnienia wynosiła 8 osób/km² (wśród 3020 gmin regionu Midi-Pyrénées, Gudas plasuje się na 977. miejscu pod względem liczby ludności, natomiast pod względem powierzchni na miejscu 1031.).